# Lawra
O Distrito de Lawra é um dos oito distritos localizado no Alto Ocidental, uma das Regiões do Gana. Sua capital é Lawra.

## Ligações Externas
- GhanaDistricts.com